# Sons of Satan Praise the Lord
Sons of Satan Praise the Lord è una raccolta di canzoni registrate dalla death metal band svedese Entombed. L'album è formato da due dischi in cui sono state incluse la maggior parte delle cover che il gruppo ha suonato durante la sua carriera.

## Tracce

### Disco 1
1. Black Breath (Repulsion) – 2:31
2. Albino Flogged in Black (Stillborn) – 6:27
3. March of the S.O.D (Stormtroopers of Death) – 1:31
4. Sergeant D. & The S.O.D. (Stormtroopers of Death) – 2:26
5. Some Velvet Morning (Lee Hazlewood) – 3:51
6. One Track Mind (Motörhead) – 5:03
7. Hollywood Babylon (The Misfits) – 2:27
8. Night of the Vampire (Roky Erickson) – 5:01
9. God of Thunder (KISS) – 4:43
10. Something I Learned Today (Hüsker Dü) – 2:11
11. 21st Century Schizoid Man (King Crimson) – 3:20
12. Black Juju (Alice Cooper) – 3:48
13. Amazing Grace (punk version) – 1:47

### Disco 2
1. Satan (The Dwarves) – 1:15
2. Hellraiser (Christopher Young) – 5:49
3. Kick out the Jams (MC5) – 2:52
4. Yout' Juice (Bad Brains) – 2:48
5. Bursting Out (Venom) – 3:45
6. State of Emergency (Stiff Little Fingers) – 2:37
7. Under the Sun (Black Sabbath) – 5:52
8. Vandal X (Unsane) – 1:53
9. Tear It Loose (Twisted Sister) – 3:20
10. Scottish Hell (Dead Horse) – 3:10
11. Ballad of Hollis Brown (Bob Dylan) – 4:08
12. Mesmerization Eclipse (Captain Beyond) – 4:02
13. Lost (Jerry's Kids) – 3:13
14. Amazing Grace (Mellow Drunk version) – 1:40

## Formazione
- Alex Hellid - chitarra
- Jörgen Sandström - voce (tracce disco 1: 2-7, 10-13; tracce disco 2: 1, 3-5, 7, 9-14)
- Lars Rosenberg - basso (tracce disco 1: 1, 8, 9; tracce disco 2: 2, 6, 8)
- Lars-Göran Petrov - voce
- Nicke Andersson - batteria (tracce disco 1: 1, 3, 4, 6-13; tracce disco 2: 1-9, 11-14)
- Peter Stjärnvind - batteria (tracce disco 1: 2, 5; tracce disco 2: 10)
- Ulf Cederlund - chitarra